# Остров (Житомирская область)
Остров (укр. Острів) — село на Украине, находится в Овручском районе Житомирской области.
Код КОАТУУ — 1824282503. Население по переписи 2001 года составляет 519 человек. Почтовый индекс — 11106. Телефонный код — 4148. Занимает площадь 0,14 км².

## Адрес местного совета
11106, Житомирская область, Овручский р-н, с.Заречье, ул.Центральная